# Condé (Indre)
Condé is een gemeente in het Franse departement Indre (regio Centre-Val de Loire) en telt 231 inwoners (1999). De plaats maakt deel uit van het arrondissement Issoudun.

## Geografie
De oppervlakte van Condé bedraagt 22,8 km², de bevolkingsdichtheid is 10,1 inwoners per km².
De onderstaande kaart toont de ligging van Condé (Indre) met de belangrijkste infrastructuur en aangrenzende gemeenten.

## Demografie
Onderstaande figuur toont het verloop van het inwonertal (bron: INSEE-tellingen).

1. ↑  Populations de référence 2022.